# المظفر دوم محمود
المظفر محمود (انگلیسی: Al-Muzaffar Mahmud; unknown – 1244)، امیر ایوبی حمات از سال ۱۲۱۹ تا ۱۲۴۴ میلادی بود. وی پسر منصور محمد، امیر حمات و برادر بزرگتر ناصر قلج ارسلان بود.